# Jones Manoel
Jones Manoel da Silva (Recife, 9 de janeiro de 1990) é um historiador, youtuber, professor de história, comunicador, escritor, militante e político brasileiro. Está sem partido. É conhecido pelo seu canal no YouTube denominado Jones Manoel. Fez licenciatura em história pela Universidade Federal de Pernambuco (UFPE) e mestrado em Serviço Social pela mesma universidade.
Nascido e criado na Favela da Borborema, em Recife, ganhou fama na internet ao falar sobre marxismo e educação popular. Aos 14 anos, trabalhava a vender jornais na rua. Em 2011, com 21 anos, começou a cursar história na UFPE, e iniciou, em simultâneo, a sua militância no PCB. Já escreveu para a Revista Opera, Blog da Boitempo, jornal O Poder Popular, do PCB, assim como o seu sítio, para o Lavrapalavra, e participa no podcast Revolushow. Estreou a sua coluna em vídeo no canal da CartaCapital a 5 de agosto de 2020.
Durante as eleições de 2022, ele foi candidato a governador do Estado de Pernambuco pelo PCB, quando ficou em 6º lugar na disputa com 33.931 votos.

## Biografia

### Juventude (1990–2013)
Jones Manoel é filho da Dona Elza, uma senhora que começou a trabalhar aos 8 anos, e que, aos 15 anos, migrou para Recife para trabalhar como empregada doméstica, e Luis Manoel, que nasceu e foi criado na Favela da Borborema, em Recife. Quando Jones tinha 11 anos, o seu pai foi assassinado, num crime que não foi solucionado até hoje. Cresceu com a sua mãe, e com a sua irmã mais velha, Juliana. Começou o seu processo de politização a partir do rap, através de artistas como Racionais MCs, Facção Central, GOG, Tupac Shakur, RZO, e também cresceu ouvindo forró — Cavaleiros do Forró, Calcinha Preta, Saia Rodada, etc.
A primeira vez que ouviu falar de marxismo foi numa música do Tupac, quando é citado Fidel Castro, e quando os Racionais MC's citam na música Jesus Chorou: "Malcom X, Gandhi, Lennon, Marvin Gaye, Che Guevara, Tupac e Bob Marley e o evangélico Martin Luther King". Era um conjunto de nomes que não conhecia. A primeira vez que teve curiosidade de saber quem era Malcolm X foi ao ouvir a música do GOG, Malcolm X foi a Meca...GOG ao Nordeste.
Com 20 anos, a partir de um amigo, conheceu o marxismo e passou a ter acesso a literaturas de esquerda. Aos 21 anos já se considerava comunista. Suas duas primeiras experiências de militância foram pleitear o cargo de presidente da associação de moradores da sua comunidade, mas diante de ameaças e intimidações teve que desistir. Em seguida, montou com o seu amigo Júlio César um curso popular chamado Novo Caminho, mantido por dois anos, e que ajudou mais de 20 jovens da Borborema e região a acessar instituições de ensino públicas. Jones foi um dos primeiros jovens da história da Borborema a entrar numa universidade pública, entrando no curso de história da UFPE em 2011.

### Militância política (2013–atualidade)
Em 2013, após se envolver nas Jornadas de Junho, começou a militar na União da Juventude Comunista, a ala juvenil do PCB, e manteve-se nos anos seguintes como estudante e militante do movimento estudantil. Depois da graduação fez um mestrado em Serviço Social, também na UFPE, e nesse período passou a focar a sua militância em comunicação e educação popular. Manteve por anos um blog de relativo sucesso (mais de 300 mil acessos) e depois passou a trabalhar com um canal no YouTube, em 2017, com podcasts, e a escrever para vários meios e para iniciativas variadas de educação popular. Também atuou no movimento sindical e foi, por um curto período, professor de uma escola pública militar do estado da Bahia. Só em 2018, após as eleições presidenciais, o seu canal disparou. Em 2019 publicou a coletânea Revolução Africana, que, em outubro de 2020, já tinha vendido por volta de 9 mil exemplares. O impacto que o livro teve, mais o crescimento do seu canal, fez com que Manoel cedesse o seu trabalho como professor concursado à venda de livros e de cursos de educação online. Uma candidatura do escritor para vereador da Câmara Municipal do Recife, nas eleições de 2020, foi ponderada pelo PCB, mas não se chegou a realizar.
Depois disso, continuou a militar no PCB. Continuou a buscar atuar na popularização e divulgação do marxismo e do programa denominado de Revolução Brasileira, mantém as iniciativas do canal no YouTube, participa do Revolushow, autointitulado como o maior podcast marxista do Brasil,  dirige com o Gabriel Landi a coleção Quebrando as Correntes (publicada pela editora Autonomia Literária), e é professor do curso "Domenico Losurdo e Frantz Fanon: uma introdução ao marxismo anticolonial" na plataforma Classe Esquerda. Segundo o historiador, tenta usar o YouTube como uma plataforma cruzada.
A 6 de janeiro de 2020, é publicada uma entrevista de Caetano Veloso a Jones Manoel no Mídia Ninja. Posteriormente, o artista afirmou numa entrevista no programa Conversa com Bial, na TV Globo, que desistiu das suas posições liberais a partir de vídeos que assistiu do historiador e youtuber Jones Manoel e dos livros que leu do filósofo italiano Domenico Losurdo.
Em dezembro de 2020, Jones Manoel foi denominado num relatório governamental como detrator por ser um "crítico contundente do governo Bolsonaro", tecer fortes críticas à grande mídia, entre outros. O documento aconselhou o monitoramento das suas publicações. Em julho de 2021, o secretário Especial de Cultura incumbente, Mário Frias, fez uma publicação racista no Twitter sobre Jones Manoel, chegando a ser removido pela rede social. Após o ataque, Jones respondeu chamando ele de ex-ator frustrado, após isso, recebeu o apoio solidário de várias personalidades, como Gregório Duvivier e Manuela d'Ávila.
Em dezembro de 2021, o Partido Comunista Brasileiro anunciou a pré-candidatura de Jones Manoel ao governo do Estado de Pernambuco nas eleições de 2022.
Em outubro de 2022, em sua primeira eleição, quando disputou ao cargo de governador do estado de Pernambuco pelo PCB, tendo a assistente social Raline Almeida como candidata a vice-governadora, Jones Manoel ficou em 6º lugar no pleito, obtendo 33.931 votos, o que corresponde 0,69% do eleitorado.
Em julho de 2023 foi expulso pela maioria do Comitê Central do PCB juntamente com outros quatro membros, como Ivan Pinheiro.
Após sua expulsão do PCB, Jones Manoel e os demais filiados excluídos daquele partido organizaram um evento que eles autodenominaram de "XVII Congresso (Extraordinário) do Partido Comunista Brasileiro - Reconstrução Revolucionária", e que foi realizado em junho de 2024. Desde então, teria sido formado um coletivo político que passou a adotar o nome de "Partido Comunista Brasileiro Revolucionário" o qual não deve ser confundido com o histórico grupo guerrilheiro comunista PCBR que lutou durante a Ditadura Militar de 1964, mas estaria em processo de organização e desenvolvimento visando participar da política institucional brasileira.

#### Contas derrubadas pela Meta
Em 7 de agosto de 2025, as contas de Jones no Facebook e no Instagram foram tiradas do ar pela Meta, dona dessas redes sociais, sem aviso prévio e sem especificar o motivo dessa decisão. No Instagram, Jones contava com mais de 1 milhão de seguidores quando a conta foi tirada do ar pela Meta. Jones suspeitou que a desativação de seus perfis tivesse motivações políticas, em razão de sua militância comunista e de críticas ao governo Donald Trump e às big techs. As contas foram reativadas pela Meta em 8 de agosto, sem que a empresa explicasse os motivos da medida.

## Desempenho nas eleições
| Ano  | Eleição                | Cargo                | Partido | Nº | Coligação                  | Vice           | Despesas (R$) | Votos  | %     | Resultado         | Ref           |
| ---- | ---------------------- | -------------------- | ------- | -- | -------------------------- | -------------- | ------------- | ------ | ----- | ----------------- | ------------- |
| 2022 | Estadual de Pernambuco | Governador do Estado | PCB     | 21 | sem coligação proporcional | Raline Almeida | 48.026,11     | 33.931 | 0,69% | 6º lugar 1º turno | [ 25 ] [ 19 ] |

## Obras
- Manoel, Jones; Fazzio, Gabriel (2019). Revolução Africana: uma antologia do pensamento marxista. Brasil: Autonomia Literária. ISBN 978-85-69536-56-7
- Manoel, Jones; Landi, Gabriel (2020). Raça, classe e revolução: a luta pelo poder popular nos Estados Unidos. Brasil: Autonomia Literária. ISBN 978-65-87233-19-2
- Losurdo, Domenico; Manoel, Jones (2020). Colonialismo e luta anticolonial: desafios da revolução no século XXI. Brasil: Boitempo Editorial. ISBN 9786557170090
- Landi, Gabriel; Manoel, Jones (2021). A outra Rosa: estratégia e política revolucionária XXI. Brasil: LavraPalavra. ISBN 9786587311111
- Dunker, Christian; Maia, Heribaldo; Manoel, Jones (2022). Marxismo, psicanálise, revolução. Brasil: LavraPalavra. ISBN 978-6587311326
- Manoel, Jones (2023). «Junho de 2013 e a guerra híbrida: o leninismo contra a idealização da conspiração». In:  Altman, Breno; Carlotto, Maria. Junho de 2013: a rebelião fantasma. Brasil: Boitempo Editorial. ISBN 9786557172353
- Manoel, Jones; Landi, Gabriel (2023). Pátria socialista ou morte: marxismo latino-americano e caribenho. Brasil: Autonomia Literária. ISBN 978-85-69536-94-9
- Manoel, Jones (2024). A negação do Brasil negro: imperialismo, dependência e questão racial na obra de Guerreiro Ramos. Brasil: Autonomia Literária. ISBN 978-65-5497-042-6
- Maia, Heribaldo; Manoel, Jones (2024). Cinismo e a Morte da Esquerda Brasileira. Brasil: Ruptura Editorial. ISBN 9786598180560